# Élections législatives de 1946 dans le territoire du Niger
Les élections législatives françaises de 1946 se tiennent le 10 novembre. Ce sont les premières élections législatives de la Quatrième république, après l'adoption lors du référendum du 13 octobre d'une nouvelle constitution.

## Mode de scrutin
L'Assemblée nationale est composée de 618 sièges pourvus au scrutin proportionnel plurinominal suivant la règle de la plus forte moyenne dans le cadre départemental, sans panachage. 
Le vote préférentiel est admis, en inscrivant un numéro d'ordre en face du nom d'un, de plusieurs ou de tous les candidats de la liste. Mais l'ordre ne pourra être modifié que si au moins la moitié des suffrages portés sur la liste est numéroté. Dans les faits les modifications ne dépasseront jamais les 7%.
Dans l'ancienne colonie et nouveau territoire d'outre-mer du Niger, un député est à élire, soit un nouveau siège créé spécialement pour le territoire.
La nouvelle constitution établit le collège unique, les deux députés élus en juin pour le collège des citoyens (Robert Lattès) et celui des autochtones (Fily Dabo Sissoko) se représentent.
La nouvelle constitution sépare la circonscription de Niger de celle du Soudan français et établit le collège unique. 
Les deux députés élus en juin dans l'ancienne circonscription, à la fois pour le collège des citoyens (Robert Lattès MRP) et celui des autochtones (Fily Dabo Sissoko SFIO), se présentent pour le Territoire du Soudan français.

## Élus
| Député sortant | Parti | Parti | Député élu ou réélu | Parti | Parti         |
| -------------- | ----- | ----- | ------------------- | ----- | ------------- |
| Siège créé     |       |       | Hamani Diori        |       | PPN-RDA (URR) |

## Résultats

### Résultats à l'échelle du département
|          | PPN-RDA (URR) | Hamani Diori               | 8 250  | 31,95  |  |  |
|          | Soc ind.      | Francis Borrey             | 7 213  | 27,94  |  |  |
|          | PPN-RDA (URR) | Issoufou Saïdou Djermakoye | 5 141  | 19,91  |  |  |
|          | SFIO          | Roland Gougis              | 4 729  | 18,32  |  |  |
|          | PPN-RDA (URR) | Mohamadou Djibrilla Maïga  | 486    | 1,88   |  |  |
|          |               |                            |        |        |  |  |
| Inscrits | Inscrits      | Inscrits                   | 57 276 | 100,00 |  |  |
| Votants  | Votants       | Votants                    | 26 159 | 45,67  |  |  |
| Exprimés | Exprimés      | Exprimés                   | 25 819 | 98,70  |  |  |